# Locmaria-Plouzané
 Locmaria-Plouzané  (en bretón Lokmaria-Plouzane) es una población y comuna francesa, situada en la región de Bretaña, departamento de Finisterre, en el distrito de Brest y cantón de Saint-Renan.

## Demografía
| 1191 | 1202 | 1824 | 2686 | 3589 | 4246 |
| Para los censos de 1962 a 1999 la población legal corresponde a la población sin duplicidades (Fuente: INSEE [Consultar]) |      |      |      |      |      |